# Orūj Qeshlāq-e Ḩājj Almās Khān
Orūj Qeshlāq-e Ḩājj Almās Khān (persiska: اُروج قِشلاقِ حاجّ اَلماس خان) är en ort i Iran.   Den ligger i provinsen Ardabil, i den nordvästra delen av landet, 500 km nordväst om huvudstaden Teheran. Orūj Qeshlāq-e Ḩājj Almās Khān ligger 146 meter över havet och antalet invånare är 102.
Terrängen runt Orūj Qeshlāq-e Ḩājj Almās Khān är lite kuperad, och sluttar norrut. Runt Orūj Qeshlāq-e Ḩājj Almās Khān är det ganska glesbefolkat, med 42 invånare per kvadratkilometer. Närmaste större samhälle är Pārsābād, 18,1 km nordost om Orūj Qeshlāq-e Ḩājj Almās Khān. Trakten runt Orūj Qeshlāq-e Ḩājj Almās Khān består till största delen av jordbruksmark.